# Pomorska Wieś
Pomorska Wieś, früher eine Zeitlang Bierutowo (deutsch Pomehrendorf, zuvor Pommehrendorf) ist ein Dorf in der polnischen Woiwodschaft Ermland-Masuren. Es liegt im Powiat Elbląski (Elbinger Kreis) und gehört zur Landgemeinde Milejewo (Trunz).

## Geographie
Das Dorf liegt im ehemaligen Westpreußen, etwa acht Kilometer südlich von Milejewo (Trunz) und  13 Kilometer nordöstlich von Elbląg (Elbing) im Süden der Elbinger Höhe (auch Trunzer Berge genannt).

## Geschichte

Pomehrendorf, östlich von Elbing und nordwestlich von Preuschmark, auf einer Landkarte von 1910

Die dem Ortsnamen Pomehrendorf zugrundeliegenden älteren slawischen Ortsbezeichnungen sollen mit dem Begriff Grasland in Zusammenhang stehen.  Zwischen 1286 und 1299 erhielt Pomehrendorf gleichzeitig mit Wolfsdorf vom Ordenskomtur Ludwig von Schippe eine Handfeste; der mit der Besiedlung des Dorfs beauftragte Lokator hieß Johannes Scharfenort.
Pomehrendorf war  ein altes Kirchdorf. Um 1864 umfasste die Gemarkung des Dorfs eine Fläche von über 2.064 Morgen.
Von 1874 bis 1945 existierte der Amtsbezirk Pomehrendorf  im Regierungsbezirk Danzig (ab 1920 Regierungsbezirk Marienwerder, 1922 bis 1939 Regierungsbezirk Westpreußen, 1939 bis 1945 im Landkreis Elbing im Regierungsbezirk Danzig) in der preußischen Provinz Westpreußen (1922 bis 1939 Provinz Ostpreußen, 1939 bis 1945 Reichsgau Danzig-Westpreußen) des Deutschen Reichs.
Gegen Ende des Zweiten Weltkrieges wurde Pomehrendorf im Frühjahr 1945 von der Roten Armee besetzt. Im Sommer 1945 wurde die Region von der sowjetischen Besatzungsmacht unter polnische Verwaltung gestellt. Die Polen führten für Pomehrendorf die Ortsbezeichnung Pomorska Wieś ein. Soweit die Dorfbewohner nicht geflohen waren, wurden sie in der Folgezeit von der örtlichen polnischen Verwaltungsbehörde aus Pomehrendorf vertrieben. Das Dorf trug einige Zeit lang den Namen Bierutowo, benannt nach Bolesław Bierut.
Heute ist Pomorska Wieś eine Ortschaft innerhalb der Landgemeinde Milejewo (Trunz) im Powiat Elbląski in der Woiwodschaft Ermland-Masuren (1975 bis 1998 Woiwodschaft Elbląg).

### Demographie
| Jahr | Einwohner | Anmerkungen    |
| ---- | --------- | -------------- |
| 1816 | 227       | [ 4 ]          |
| 1849 | 325       | [ 5 ]          |
| 1852 | 348       | [ 6 ]          |
| 1864 | 431       | am 3. Dezember |
| 1905 | 411       | [ 7 ]          |
| 1910 | 431       | am 1. Dezember |
| 1933 | 371       | [ 9 ]          |
| 1939 | 358       | [ 9 ]          |

## Kirchspiel

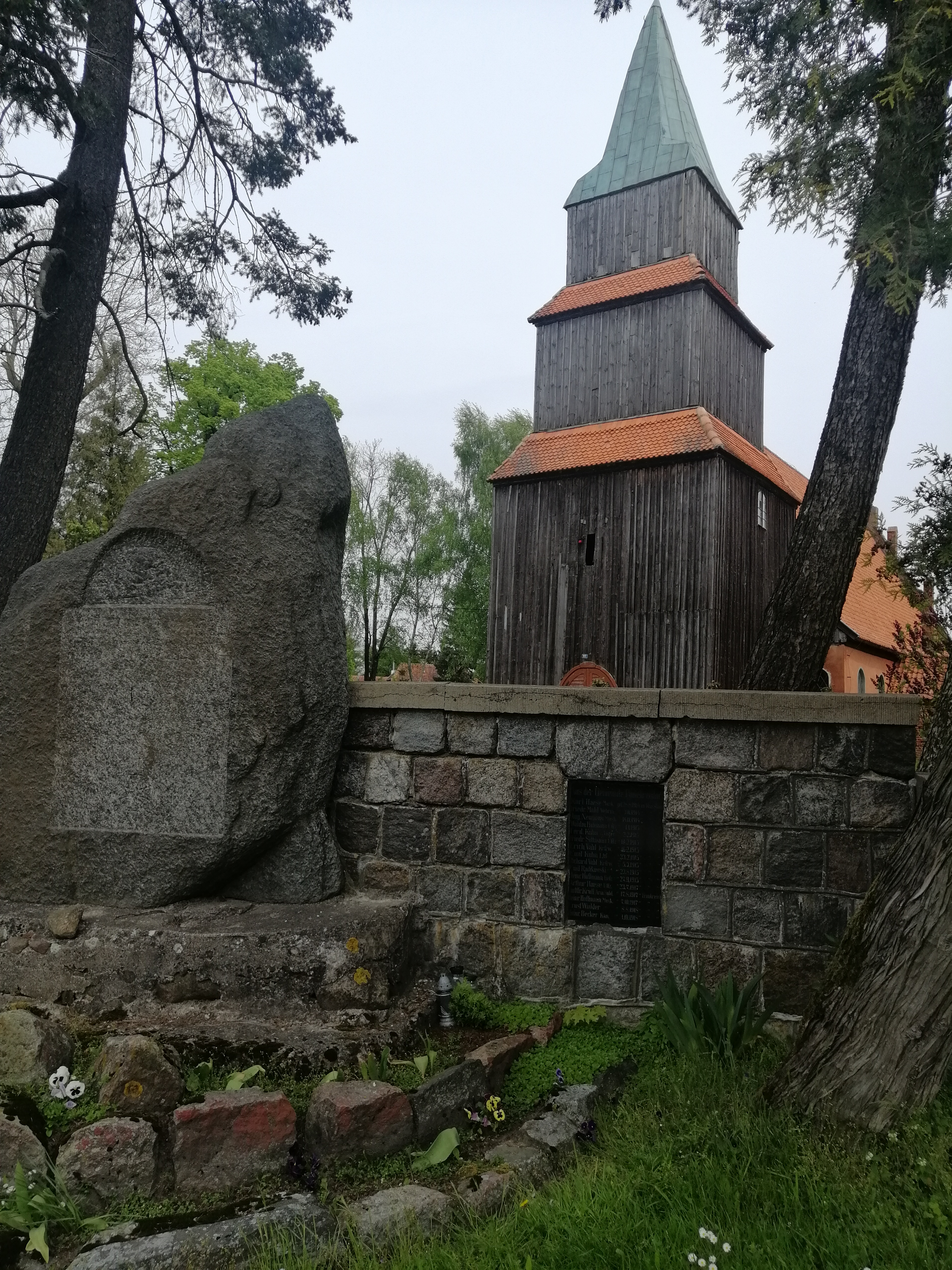
Dorfkirche (2020), bis 1945 Gotteshaus der evangelischen Pfarrgemeinde Pomehrendorf

Pommehrendorf hatte bis 1945 ein evangelisches Kirchspiel. 
Die Dorfkirche, die zuvor der evangelischen Pfarrgemeinde Pomehrendorf als Gotteshaus gedient hatte, wurde 1945 zugunsten der Römisch-katholischen Kirche in Polen zwangsenteignet.
Die seit 1945 anwesende polnische Dorfbevölkerung ist größtenteils römisch-katholisch.

## Söhne und Töchter des Ortes
- Gottfried Döring (1801–1869), Kantor und Königlicher Musikdirektor in Elbing, Autor musikhistorischer Schriften